# Bora Ćosić
Bora Ćosić (Zagreb, 5. travnja 1932.) je srpski i hrvatski romanopisac, esejist i prevoditelj. 

## Životopis
Bora Ćosić rodio se u Zagrebu 1932. godine od oca Luke i majke Desanke rođ. Mioković. Godine 1937. s obitelji seli u Beograd gdje nastavlja školovanje i gdje je završio Prvu mušku gimnaziju. Upisao je, 1950. godine, čistu filozofiju na Filozofskom fakultetu u Beogradu gdje završava sve ispite, ali nije nikada diplomirao. Surađivao je u brojnim listovima i književnim časopisima. Godine 1952. bio je urednikom lista Mlada kultura a od 1962. do 1963. godine surađuje u književnom časopisu Danas. U ranoj mladosti prevodio je pjesnike ruskog futurizma, Majakovskog i Khlebnikova, pisao je i filmske dijaloge a godine 1969. adaptirao je tekst za prvu postavku mjuzikla Kosa u Ateljeu 212.

## Književno stvaralaštvo
Spisateljsku karijeru započinje romanom Kuća lopova iz 1956. godine te zatim objavljuje knjige eseja Vidljivi i nevidljivi čovek, 1962., Sodoma i Gomora, 1963. godine. Autor je kultnog romana novije srpske proze, Uloga moje porodice u svetskoj revoluciji, 1969., središtenom u ratnom i poratnom Beogradu, djelu u kojem ironijskim diskursom razara sve ideološke obrasce sankrosanktne u onodobnoj Jugoslaviji. Ćosić je istodobno nasljednik srednjoeuropske prozne tradicije intelektualiziranoga esejizma (stoga nije neobično njegovo poigravanje s formama: obavio je Musilov notes, neke vrste hommage Musilu u knjizi preobrazbe u kojoj je autor postao piscem iz naslova), kao i jedan od posljednjih intelektualaca koji se emocionalno iskreno identificirao s jugoslavenskom himerom, s mješavinom elegičnosti i mučnoga propitivanja nakon njena raspada. Obje struje su se udružile u bujnim i krajnje nekonvencionalnim romanima o Krleži, Poslovi/sumnje/snovi Miroslava Krleže, 1983., i Doktor Krleža, 1988., u kojima Ćosić, u kvaziautobiografskom pristupu poigravanja s identitetom i virtualnim stvarnostima, na besprijekornome hrvatskom književnom jeziku i virtuozno imitirajući Krležin stil problematizira ideološke, estetske, etičke i svjetonazorske mijene hrvatskoga autora i protimbe srednje i jugoistočne Europe. 
Raspad Jugoslavije odveo je pisca u dragovoljno izgnanstvo (najčešće boravi u Rovinju i Berlinu, dok objavljuje u Hrvatskoj). Taj je dio njegova stvaralaštva obilježen uglavnom esejističkim uradcima, među kojima se ističu Dnevnik apatrida, 1993., (opet jedno poigravanje s fiktivnim identitetom preko kojega Ćosić izriče stavove o suvremenoj političkodruštvenoj zbilji), Dobra vladavina (i psihopatologija njenog svakodnjevlja), 1995.,  te Carinska deklaracija, 2000., poluautobiografski tekst natopljen promišljanjima o propalim jugobalkanskim pokusima i autorovim pomiješanim osjećajima prema toj tvorevini. Napisao je oko 50 knjiga, izdatih u Srbiji, Hrvatskoj i Njemačkoj. Potpisnik je Deklaracije o zajedničkom jeziku, u kojoj se tvrdi da se u Hrvatskoj, Bosni i Hercegovini, Srbiji i Crnoj Gori govore nacionalne standardne varijante zajedničkog policentričnog standardnog jezika.

## Nagrade
- 1969.: NIN-ova nagrada, za roman Uloga moje porodice u svjetskoj revoluciji.
- 2002.: Nagrada za Europsko razumijevanje,[8] za autobiografski esej Carinska deklaracija.
- 2008.: Nagrada Albatros Zaklade Guntera Grassa.[9]
- 2001.: Nagrada Stefana Heyma.[10]

## Djela
Nepotpun popis djela:
- Kuća lopova, 1956.
- Vidljivi i nevidljivi čovek, 1962.
- Sodoma i Gomora, 1963.
- Priče o zanatima, 1966.
- Uloga moje porodice u svetskoj revoluciji, 1969.
- Tutori, 1978.
- Poslovi/sumnje/snovi Miroslava Krleže, 1983.
- Doktor Krleža, 1988.
- Dnevnik apatrida, 1993.
- Dobra vladavina (i psihopatalogija njenog svakodnevlja), 1995.
- Carinska deklaracija, 2000.
- Pogled maloumnog, 2001.
- Tkanje, 2001.
- Nulta zemlja, 2002.
- Irenina soba, (poezija), 2002.
- Izgnanici, 2005.
- Consul u Beogradu, 2007.
- Put na Aljasku, 2008.
- Zapadno od raja, 2009.
- Kratko detinjstvo u Agramu, 2011.
- Doručak kod Majestica, 2011.